# Operátor
Operátor {\displaystyle {\hat {A}}} je v matematice zobrazení, které každému prvku {\displaystyle f} z prostoru {\displaystyle X} (například funkci) přiřazuje prvek {\displaystyle g} z jiného prostoru {\displaystyle Y}. Zápis:
{\displaystyle {\hat {A}}\colon X\to Y,\ f\mapsto {\hat {A}}f=g},
kde {\displaystyle f\in X}, {\displaystyle g\in Y}.
Operátor se obvykle značí stříškou (toto značení je typické zejména pro kvantovou mechaniku), například {\displaystyle {\hat {H}}}, {\displaystyle {\hat {p}}} apod.
Prvek {\displaystyle f\in X} se nazývá vzor (nebo originál), zatímco prvek {\displaystyle g\in Y} se označuje jako obraz. Množina prvků {\displaystyle f\in X}, pro něž je operátor {\displaystyle {\hat {A}}} definován, se nazývá definiční obor operátoru a značí se {\displaystyle {\mathcal {D}}({\hat {A}})}. Množina obrazů {\displaystyle g\in Y} všech prvků z definičního oboru operátoru se nazývá obor hodnot operátoru. Obvykle se značí {\displaystyle {\mathcal {R}}({\hat {A}})}.
Koncept operátoru se výrazně překrývá s pojmem zobrazení, avšak v matematice se termín „operátor“ zpravidla používá v kontextu prostorů funkcí (které jsou samy zobrazeními). Pro přehlednost a odlišení této vyšší úrovně zobrazování je vhodné používat specifický termín „operátor“.
V matematice a informatice se jako operátor rovněž označuje symbol matematické operace, například značka {\displaystyle +} pro součet (viz Operátor (programování)).

## Funkcionál
Pokud je {\displaystyle Y} množina reálných, případně komplexních čísel (tedy obraz {\displaystyle g} je reálné či komplexní číslo), pak se operátor {\displaystyle {\hat {A}}} nazývá (reálný či komplexní) funkcionál. Příkladem funkcionálu je určitý integrál.

## Základní druhy operátorů

### Totožné operátory
Pokud pro dva operátory {\displaystyle {\hat {A}},{\hat {B}}} z {\displaystyle X} do {\displaystyle Y} platí {\displaystyle {\hat {A}}f={\hat {B}}f} pro každé {\displaystyle f\in X}, pak jsou oba operátory totožné.

### Operátor identity
Důležitým operátorem je operátor identity (jednotkový operátor) {\displaystyle {\hat {I}}}, pro který platí
{\displaystyle {\hat {I}}f=f}.
Působením operátoru identity {\displaystyle {\hat {I}}} tedy nedochází k žádné změně.

### Inverzní operátor
Operátor {\displaystyle {\hat {A}}^{-1}} je inverzním operátorem k {\displaystyle {\hat {A}}}, pokud platí
{\displaystyle {\hat {A}}{\hat {A}}^{-1}={\hat {A}}^{-1}{\hat {A}}={\hat {I}}},
kde {\displaystyle {\hat {I}}} představuje operátor identity. Inverzní operátor k danému operátoru nemusí existovat.
Platí vztah (mají-li obě strany smysl):
{\displaystyle {({\hat {A}}{\hat {B}})}^{-1}={\hat {B}}^{-1}{\hat {A}}^{-1}}.

### Lineární operátor
Lineární operátor {\displaystyle {\hat {A}}\colon X\to Y} je operátor mezi vektorovými prostory {\displaystyle X} a {\displaystyle Y}, který splňuje vztah:
{\displaystyle {\hat {A}}\left(\sum _{i}c_{i}f_{i}\right)=\sum _{i}c_{i}({\hat {A}}f_{i}),}
kde {\displaystyle f_{i}} jsou libovolné prvky prostoru {\displaystyle X} a {\displaystyle c_{i}} jsou libovolné skalární koeficienty.
Linearitu operátoru {\displaystyle {\hat {A}}} lze ověřit pomocí následujících dvou podmínek:
1. {\displaystyle {\hat {A}}(f_{1}+f_{2})={\hat {A}}(f_{1})+{\hat {A}}(f_{2})} pro libovolné {\displaystyle f_{1},f_{2}\in X},
2. {\displaystyle {\hat {A}}(cf_{1})=c{\hat {A}}(f_{1})} pro libovolné {\displaystyle c\in \mathbb {R} } (nebo {\displaystyle \mathbb {C} }, pokud jde o komplexní prostory) a {\displaystyle f_{1}\in X}.

Příkladem lineárního operátoru je limita, která působí na funkce nebo posloupnosti. Dále mezi lineární operátory patří derivace, která je definována pomocí limity, a neurčitý integrál, jenž je inverzním operátorem k derivaci (až na konstantu).
Nelineárním operátorem je například operátor {\displaystyle {\hat {A}}=\sin }. Působením tohoto operátoru na libovolnou funkci {\displaystyle f} vyjde {\displaystyle {\hat {A}}f=\sin f}.

### Antilineární operátor
Operátor nazýváme antilineární, jestliže platí
{\displaystyle {\hat {A}}\sum _{i}c_{i}f_{i}=\sum _{i}c_{i}^{*}{\hat {A}}f_{i}},
kde {\displaystyle f_{i}} jsou libovolné funkce a {\displaystyle c_{i}^{*}} jsou koeficienty komplexně sdružené k {\displaystyle c_{i}}.

### Spojitý operátor
Operátor {\displaystyle {\hat {A}}\colon X\to Y} mezi metrickými prostory {\displaystyle X,Y} je spojitý v bodě {\displaystyle f_{0}\in X}, jestliže pro každou posloupnost prvků {\displaystyle \{f_{n}\}_{n=1}^{\infty }\subset X} splňující {\displaystyle f_{n}\to f_{0}}, platí také {\displaystyle {\hat {A}}f_{n}\to {\hat {A}}f_{0}}, tzn. {\displaystyle g_{n}\to g_{0}} v prostoru {\displaystyle Y}.
Lineární operátor, který je spojitý v nějakém bodě {\displaystyle f_{1}\in X}, je spojitý v každém bodě {\displaystyle f\in X}.

### Omezený operátor
Operátor {\displaystyle {\hat {A}}} je omezený (ohraničený), pokud existuje {\displaystyle \mu >0} takové, že pro každé {\displaystyle f\in X} platí
{\displaystyle {\|{\hat {A}}f\|}_{Y}\leq \mu {\|f\|}_{X}},
kde {\displaystyle {\|f\|}_{X}} je norma prvku {\displaystyle f} v prostoru {\displaystyle X} a {\displaystyle {\|{\hat {A}}f\|}_{Y}} je norma prvku {\displaystyle {\hat {A}}f} v prostoru {\displaystyle Y}.
Lineární operátor je spojitý právě když je omezený. Součin omezených operátorů představuje opět omezený operátor. Podobně platí, že součet omezených operátorů je opět omezeným operátorem.
Infimum čísel {\displaystyle \mu } operátoru {\displaystyle {\hat {A}}} představuje normu operátoru {\displaystyle \|{\hat {A}}\|}, tzn.
{\displaystyle \|{\hat {A}}\|=\inf \,\mu }.
Normu lze také získat jako supremum množiny čísel {\displaystyle {\|{\hat {A}}f\|}_{Y}} pro všechny jednotkové prvky {\displaystyle f\in X}, tzn.
{\displaystyle \|{\hat {A}}\|=\sup _{{\|f\|}_{X}=1}{\|{\hat {A}}f\|}_{Y}}.

### Operátory na Hilberových prostorech
Operátory na Hilbertových prostorech jsou klíčové v kvantové mechanice. Dále budeme využívat Diracovu notaci pro zápis skalárního součinu {\displaystyle \langle \cdot |\cdot \rangle } na těchto prostorech.

#### Sdružený operátor
Ke každému lineárnímu operátoru {\displaystyle {\hat {A}}} existuje sdružený operátor {\displaystyle {\hat {A}}^{+}}, který splňuje vztah
{\displaystyle \langle f|{\hat {A}}^{+}g\rangle =\langle {\hat {A}}f|g\rangle .}
Platí vztahy:
{\displaystyle \|{\hat {A}}^{+}\|=\|{\hat {A}}\|},
{\displaystyle {({\hat {A}}^{+})}^{+}={\hat {A}}},
{\displaystyle {({\hat {A}}+{\hat {B}})}^{+}={\hat {A}}^{+}\!\!+{\hat {B}}^{+},}
{\displaystyle {({\hat {A}}{\hat {B}})}^{+}={\hat {B}}^{+}{\hat {A}}^{+},}
{\displaystyle {(\lambda {\hat {A}})}^{+}=\lambda ^{*}{\hat {A}}^{+},}
navíc pokud existuje inverzní operátor, platí
{\displaystyle ({\hat {A}}^{+})^{-1}=({\hat {A}}^{-1})^{+}}.

#### Symetrický operátor
Operátor {\displaystyle {\hat {A}}} se označuje jako symetrický (někdy také hermitovský), jestliže platí
{\displaystyle \langle f|{\hat {A}}g\rangle =\langle {\hat {A}}f|g\rangle }
pro všechna {\displaystyle f} a {\displaystyle g} z definičního oboru {\displaystyle {\hat {A}}}.
Operátor {\displaystyle {\hat {A}}} se označuje jako antihermitovský, je-li operátor {\displaystyle \mathrm {i} {\hat {A}}} hermitovský.

#### Samosdružený operátor
Operátor Â se nazývá samosdružený, jestliže platí
{\displaystyle {\hat {A}}^{+}={\hat {A}}},
přičemž požadujeme i rovnost definičních oborů. Pro omezené operátory jsou pojmy samosdružený, hermitovský a symetrický ekvivalentní.
Samosdružený operátor {\displaystyle {\hat {A}}} je pozitivní, když pro každé {\displaystyle |u\rangle } platí
{\displaystyle \langle u|{\hat {A}}|u\rangle \geq 0}
Operátor se označuje jako normální, když platí
{\displaystyle [{\hat {A}},{\hat {A}}^{+}]=0},
kde {\displaystyle [,]} označuje komutátor.

#### Unitární operátor
Operátor {\displaystyle {\hat {A}}} je unitární, pokud platí
{\displaystyle {\hat {A}}^{+}={\hat {A}}^{-1}}.
Pro libovolný unitární operátor {\displaystyle {\hat {A}}} platí
{\displaystyle \langle {\hat {A}}u|{\hat {A}}v\rangle =\langle u|v\rangle }.
Jestliže operátor {\displaystyle {\hat {M}}} splňuje vztah
{\displaystyle \langle {\hat {M}}u|{\hat {M}}v\rangle =\langle u|v\rangle },
pak operátor {\displaystyle {\hat {M}}} označujeme jako izometrický. Izometrický operátor sice splňuje vztah {\displaystyle {\hat {M}}^{+}{\hat {M}}={\hat {I}}}, avšak na rozdíl od operátoru unitárního může být {\displaystyle {\hat {M}}{\hat {M}}^{+}\neq {\hat {I}}}.

#### Projekční operátor
Omezený lineární operátor {\displaystyle {\hat {E}}} se označuje jako projekční, splňuje-li podmínku
{\displaystyle {\hat {E}}={\hat {E}}^{2}}.
Pokud navíc {\displaystyle {\hat {E}}={\hat {E}}^{+}}, jde o ortogonální projekci.
Je-li {\displaystyle {\hat {E}}} projekční operátor, pak je projekčním operátorem také
{\displaystyle {\hat {E}}'={\hat {I}}-{\hat {E}}},
kde {\displaystyle {\hat {I}}} představuje operátor identity. Platí přitom vztahy
{\displaystyle {\hat {E}}+{\hat {E}}'={\hat {I}}},
{\displaystyle {\hat {E}}{\hat {E}}'=0}.
Je-li {\displaystyle |\psi _{k}\rangle } vektor normalizovaný k jednotce, pak projekční operátor do jednorozměrného podprostoru tvořeného všemi vektory lineárně závislými na {\displaystyle |\psi _{k}\rangle } lze vyjádřit jako
{\displaystyle {\hat {E}}_{k}={|\psi _{k}\rangle }\langle \psi _{k}|}
Jestliže množina vektorů {\displaystyle \{{|\psi _{k}\rangle }\}} tvoří ortonormální bázi podprostoru {\displaystyle H_{1}}, pak projekční operátor do {\displaystyle H_{1}\subset H} vyjádříme jako
{\displaystyle \sum _{k}{\hat {E}}_{k}=\sum _{k}{|\psi _{k}\rangle }\langle \psi _{k}|}.
Pokud je {\displaystyle H_{1}=H}, pak je projekční operátor operátorem identity, takže
{\displaystyle \sum _{k}{|\psi _{k}\rangle }\langle \psi _{k}|={\hat {I}}}.
Tento vztah představuje tzv. relaci úplnosti (uzavřenosti).

## Operace s operátory
Součtem dvou operátorů {\displaystyle {\hat {A}},{\hat {B}}} vznikne operátor {\displaystyle {\hat {C}}={\hat {A}}+{\hat {B}}}, pro který platí
{\displaystyle {\hat {C}}u=({\hat {A}}+{\hat {B}})u={\hat {A}}u+{\hat {B}}u}.
Operátor {\displaystyle {\hat {C}}} označíme jako součin operátorů {\displaystyle {\hat {A}}} a {\displaystyle {\hat {B}}}, tzn. {\displaystyle {\hat {C}}={\hat {A}}{\hat {B}}}, pokud pro každé {\displaystyle u} platí
{\displaystyle {\hat {C}}u={\hat {A}}({\hat {B}}u)}.
Pomocí předchozího vztahu lze definovat mocninu operátoru, například {\displaystyle {\hat {A}}^{2}={\hat {A}}{\hat {A}}}.
Násobení operátorů není komutativní, tedy v obecném případě pro dva operátory {\displaystyle {\hat {A}}{\hat {B}}\neq {\hat {B}}{\hat {A}}}. Abychom vystihli vzájemnou nekomutativnost dvou operátorů {\displaystyle {\hat {A}},{\hat {B}}}, zavádíme tzv. komutátor operátorů
{\displaystyle [{\hat {A}},{\hat {B}}]={[{\hat {A}},{\hat {B}}]}_{-}={\hat {A}}{\hat {B}}-{\hat {B}}{\hat {A}}}.
Dva komutativní operátory {\displaystyle {\hat {A}},{\hat {B}}} splňují pro libovolné {\displaystyle u} vztah
{\displaystyle [{\hat {A}},{\hat {B}}]=0}.
Jsou-li hermitovské operátory {\displaystyle {\hat {A}},{\hat {B}}} komutativní, pak mají společné vlastní funkce.
Jestliže operátory {\displaystyle {\hat {A}},{\hat {B}}} komutují, tedy {\displaystyle [{\hat {A}},{\hat {B}}]=0}, pak pro libovolné funkce {\displaystyle f}, {\displaystyle g} platí
{\displaystyle [f({\hat {A}}),g({\hat {B}})]=0}.
Kromě komutátoru se zavádí také antikomutátor operátorů
{\displaystyle \{{\hat {A}},{\hat {B}}\}={[{\hat {A}},{\hat {B}}]}_{+}={\hat {A}}{\hat {B}}+{\hat {B}}{\hat {A}}}.
Z definice komutátoru a antikomutátoru vzniknou následující vztahy:
{\displaystyle [{\hat {A}},{\hat {B}}]=-[{\hat {B}},{\hat {A}}]},
{\displaystyle [{\hat {A}},{\hat {B}}+{\hat {C}}]=[{\hat {A}},{\hat {B}}]+[{\hat {A}},{\hat {C}}]},
{\displaystyle [{\hat {A}},{\hat {B}}{\hat {C}}]=[{\hat {A}},{\hat {B}}]{\hat {C}}+{\hat {B}}[{\hat {A}},{\hat {C}}]=\{{\hat {A}},{\hat {B}}\}{\hat {C}}-{\hat {B}}\{{\hat {A}},{\hat {C}}\}},
{\displaystyle [{\hat {A}}{\hat {B}},{\hat {C}}]={\hat {A}}[{\hat {B}},{\hat {C}}]+[{\hat {A}},{\hat {C}}]{\hat {B}}={\hat {A}}\{{\hat {B}},{\hat {C}}\}-\{{\hat {A}},{\hat {C}}\}{\hat {B}}},
{\displaystyle \{{\hat {A}},{\hat {B}}\}=\{{\hat {B}},{\hat {A}}\}}
{\displaystyle \{{\hat {A}},{\hat {B}}+{\hat {C}}\}=\{{\hat {A}},{\hat {B}}\}+\{{\hat {A}},{\hat {C}}\}},
{\displaystyle \{{\hat {A}},{\hat {B}}{\hat {C}}\}=\{{\hat {A}},{\hat {B}}\}{\hat {C}}-{\hat {B}}[{\hat {A}},{\hat {C}}]={\hat {B}}\{{\hat {C}},{\hat {A}}\}-[{\hat {B}},{\hat {A}}]{\hat {C}}},
{\displaystyle \{{\hat {A}}{\hat {B}},{\hat {C}}\}={\hat {A}}\{{\hat {B}},{\hat {C}}\}-[{\hat {A}},{\hat {C}}]{\hat {B}}=\{{\hat {C}},{\hat {A}}\}{\hat {B}}-{\hat {A}}[{\hat {C}},{\hat {B}}]}.
Platí také Jacobiho identita
{\displaystyle [{\hat {A}},[{\hat {B}},{\hat {C}}]]+[{\hat {B}},[{\hat {C}},{\hat {A}}]]+[{\hat {C}},[{\hat {A}},{\hat {B}}]]=0}.

## Použití
Operátory jsou nepostradatelné jak v diferenciálním počtu v matematice (například operátor nabla), tak při použití v kvantové mechanice a při zjednodušování zápisu identit (rovnic) jinde ve fyzice.